# Desigualdad de Shapiro
En matemáticas, la desigualdad de Shapiro es una desigualdad que fue descubierta por H. Shapiro y Vladímir Drínfeld.

## Enunciado
| Sea n un número natural y {\displaystyle x_{1},x_{2},\dots ,x_{n}} números positivos y: - n es par y menor o igual que 12, o bien - n es impar y menor o igual que 23. Entonces, la desigualdad de Shapiro enuncia que {\displaystyle \sum _{i=1}^{n}{\frac {x_{i}}{x_{i+1}+x_{i+2}}}\geq {\frac {n}{2}}} donde {\displaystyle x_{n+1}=x_{1},x_{n+2}=x_{2}}. |

Para valores mayores de n no se cumple la desigualdad y la cota inferior estricta es {\displaystyle \gamma {\frac {n}{2}}} con {\displaystyle \gamma \approx 0.9891...}.
Este resultado fue mostrado por Vladímir Drínfeld, que ganó una Medalla Fields en 1990. Drínfeld demostró específicamente que la cota inferior estricta γ viene dada por {\displaystyle {\frac {1}{2}}\psi (0)}, donde ψ es la envoltura convexa de f(x) = e−x y {\displaystyle g(x)={\frac {2}{e^{x}+e^{\frac {x}{2}}}}}